# 约瑟夫·拉布达
约瑟夫·拉布达（1941年12月13日—），斯洛伐克男子排球运动员。他曾代表捷克斯洛伐克国家队参加1964年夏季奥林匹克运动会排球比赛，获得一枚银牌。